# Bosques húmedos de la Costa de Malabar
Los bosques húmedos de la Costa de Malabar son una ecorregión de pluvisilva tropical del suroeste de la India. Se encuentra a lo largo de las costas de Konkan y Malabar en la India, en una estrecha franja entre el mar Arábigo y la cordillera de los Ghats occidentales, que discurre paralela a la costa. Tiene una superficie de 35.500 kilómetros cuadrados (13.700 millas cuadradas), y se extiende desde el norte de Maharashtra a través de Goa, Karnataka y Kerala hasta Kanniyakumari en el sur de Tamil Nadu.
La ecorregión se extiende desde el nivel del mar hasta el contorno de 250 metros de altura de los Ghats occidentales. Limita al este con los bosques húmedos de hoja caduca de los Ghats occidentales del Norte en Maharashtra y Karnataka, y los bosques húmedos de hoja caduca de los Ghats occidentales del Sur en Kerala.
Solo quedan restos de la vegetación natural de la ecorregión; en gran medida ha sido talada para la agricultura, el pastoreo y las plantaciones de teca.

## Áreas protegidas
En 1997, el Fondo Mundial para la Naturaleza identificó tres áreas protegidas en la ecorregión, con un área combinada de aproximadamente 300 km², que abarca menos del 1% de la superficie de la ecorregión.
- parque nacional Sanjay Gandhi , Maharashtra (50 km²)
- Parque nacional de Mollem, Goa (150 km²)
- Santuario de fauna y flora de Peechi-Vazhani, Kerala (100 km²)